# 科罗特科耶农村居民点
科罗特科耶农村居民点（俄语：Коротковское сельское поселение）是俄罗斯联邦别尔哥罗德州科罗恰区所属的一个农村居民点。其下辖有4个居民点，行政中心为科罗特科耶。据2016年统计，该农村居民点的人口为569人。